# Brendan Halligan
Brendan Halligan (ur. 5 lipca 1936 w Rialto koło Dublinu, zm. 9 sierpnia 2020 w Dublinie) – irlandzki polityk i ekonomista, senator i Teachta Dála, od 1983 do 1984 poseł do Parlamentu Europejskiego I kadencji.

## Życiorys
Początkowo studiował w Dublin Institute of Technology i pracował jako analityk w laboratorium przedsiębiorstwa transportowego Córas Iompair Éireann. Następnie podjął studia ekonomiczne i prawnicze na University College Dublin, ukończył pierwsze z nich w 1964. Przez kilka lat zatrudniony jako ekonomista w Irish Sugar Company. Później został wykładowcą integracji europejskiej na University of Limerick, publikował także książki.
Zaangażował się w działalność polityczną w ramach Partii Pracy, w latach 1967–1980 pełnił funkcję jej sekretarza generalnego. Od 1973 był senatorem z nominacji premiera. W 1976 wybrany w wyborach uzupełniających do w Dáil Éireann, później kilkukrotnie jeszcze do niej startował. W 1979 kandydował do Parlamentu Europejskiego, mandat uzyskał 2 marca 1983 w miejsce Franka Cluskeya. Przystąpił do frakcji socjalistycznej. W 1980 założył przedsiębiorstwo konsultingowe Consultants in Public Affairs, którym kierował przez wiele lat. Był także szefem Bord na Móna oraz Sustainable Energy Authority of Ireland, agencji odpowiedzialnych dostęp do energii. Zajmował się lobbingiem na rzecz zrównoważonego rozwoju oraz odnawialnych źródeł energii. W latach 80. szefował irlandzkiemu oddziałowi Ruchu Europejskiego. Został współzałożycielem i przewodniczącym think tanku Institute of European Affairs, a także organizacji współpracy międzynarodowej Ireland China Institute.
W 2016 odznaczony Legią Honorową, otrzymał też doktorat honoris causa z literatury na University College Dublin.